# アジアーゴの戦い
アジアーゴの戦い（Battle of Asiago）とは、第一次世界大戦中のイタリア戦線で、オーストリアとイタリアの間で発生した戦いで、第五次イゾンツォの戦いの最中にイゾンツォ川の副次的な戦線だったトレンティーノ戦線で行われた。防戦に徹していたオーストリア軍初めての攻勢作戦（Strafexpeditionと呼ばれた）で、攻守が入れ替わっての戦いとなった。

## 戦闘前
オーストリア軍司令部のフランツ・コンラート・フォン・ヘッツェンドルフ将軍は同盟を破棄したかつての同盟国に怒りを抱いて、イタリアとの開戦初期の時点で攻勢に持ち込むつもりでいた。オーストリア軍は山岳地帯という地理的有利を生かしての防戦（これは実際に効果的だった）に徹したが、コンラート将軍は攻勢計画を練り続けた。攻撃は険しく、主戦力の集中するイゾンツォ川を避けて副次的戦線だったトレンティーノ地方に向けて行う予定でいた。攻勢計画はトレンティーノ戦線西部のイタリア第1軍をオーストリア第5軍と第3軍が包囲殲滅、そのままヴェネツィア市まで進んでトレンティーノ戦線東部の第4軍とイゾンツォ川でオーストリア第5軍と対峙するイタリア第2軍と第3軍を孤立させるという大胆な内容だった。
イタリア軍の新たな攻勢が決定された1915年12月にオーストリアもコンラート将軍の計画を承認し、更にドイツ軍にも増援を嘆願した。ドイツ軍のファルケンハイン将軍は要請を受託して東部戦線から一部部隊をチロル地方に派遣した。もっとも当のドイツ軍はオーストリア軍の攻撃成功を疑問視して、援軍を送る代わりに防戦を維持する様に強く要請した。ドイツ軍の反対を知ったコンラートは独断で作戦を発動した。

## 戦闘開始
オーストリア・ハンガリー軍の先頭に立ったのはハンガリー第11軍団で、その後ろから第11軍団が所属するオーストリア第3軍が続いた。しかしイタリア陸軍の第1軍は25万名の要員を持ち、トレンティーノ戦線西部は容易な防衛ラインではなかった。コンラート将軍はドイツ軍に救援を要請したが、元から攻撃に反対していたファルケンハイン将軍は「イタリアとの中立は維持されている」としてコンラート将軍の要請を拒絶した。一方でイタリア陸軍の情報部は事前にコンラートの計画を察知してカドルナら司令部に報告していたが、司令部は攻撃の可能性を一蹴して準備の時間を自ら捨ててしまった。
5月15日に2000門の大砲による強力な支援砲撃の後、オーストリア第5軍・第3軍の攻撃が開始され、オーストリア軍は東西50kmに亘っての攻撃を行った。イタリア第1軍は急を突かれた状態ながら、優勢なオーストリア軍から右翼陣地と左翼陣地を固守する事に成功し、戦域の拡大は防がれた。しかし中央陣地は持ち応えられず後方に下がり、オーストリア第3軍の一部はイタリア本土の北端に位置するアジアーゴ高原に達した。カドルナは第五次イゾンツォの戦いを中断して一部部隊を第1軍の増援に派遣して、中央陣地の穴埋めに使った。
カドルナの判断は素早く、続いて最悪の事態を考慮して第1軍と第4軍の後方に第5軍を新たに動員する決定を下した。とはいえ状況は予断を許さない状態だったが、最終的にロシア軍が東部戦線で同盟軍に打撃を与えると、ファルケンハイン将軍は直ちにロシア軍の攻撃に対処するべきだと批判した。第3軍の半数が前線から東部戦線に向かうと最早攻勢は維持できず、イタリア第1軍の反撃で殆ど元のラインに押し返された。
イタリアの危機は去ったが、戦いは短期間で戦争を終えると主張していたサランドラ政権への信頼を決定的に崩し、サランドラ首相は辞任して新たにボセッリ政権が成立した。